# Marc Loving
Marc Loving (Toledo, 16 settembre 1994) è un cestista statunitense.

## Palmarès
- British Basketball League: 1

Leicester Riders: 2021-2022